# Waubun, Minnesota
Waubun là một thành phố thuộc quận Mahnomen, tiểu bang Minnesota, Hoa Kỳ. Năm 2010, dân số của thành phố này là 400 người.

## Dân số
- Dân số năm 2000: 403 người.
- Dân số năm 2010: 400 người.